# Festival Internacional de la Cultura de Boyacá 2018
La 46.ª edición del Festival Internacional de la Cultura de Boyacá, celebrada en la ciudad colombiana de Tunja, tuvo lugar entre el 30 de octubre y el 3 de noviembre de 2018.  Para esta edición el festival estará dedicada a la importancia del agua, su cuidado y valor en nuestro territorio, motivo por el cual se denominará 'Del Agua y del Ambiente’; un homenaje a las riqueza natural que caracteriza la departamento. El evento expondrá las artes en toda su magnitud y reunirá representantes de la literatura, cine, gastronomía, música, artesanía, danza y teatro. En esta edición del festival como en las versiones anteriores no habrá país o ciudad invitada de honor, este año se dio a conocer la caravana, FIC pa'l pueblo, un proyecto pedagógico y cultural que reafirma el concepto de que la cultura nace en los pueblos y es para todos. Así se llevará un recorrido por 20 municipios de Boyacá con el gran formato FIC, que reúne cada una de las áreas artísticas con grandes presentaciones, La caravana FIC pa'l pueblo inicia su recorrido el 5 de octubre en el Lago de Tota y cierra el Puerto Boyacá y Gachantivá, los días 3 y 4 de noviembre, simultáneamente.
El evento está organizado por:
Carlos Andrés Amaya (Gobernador de Boyacá)
Nancy Johana Amaya (Gestora Social del Departamento)
María Inés Álvarez Burgos (Secretaria de Cultura y Turismo de Boyacá)
Jorge Enrique Pinzón (Gerente Fondo Mixto de Cultura de Boyacá y Gerente del FIC)
Carlos Alberto Vergara (Coordinador General FIC)

## Artistas Destacados
| País participante | Arte   | Artista-Evento             |
| ----------------- | ------ | -------------------------- |
| Colombia          | Música | ChocQuibTown               |
| Colombia          | Música | Orlando "Cholo" Valderrama |
| Colombia          | Música | Walter Silva               |
| Colombia          | Música | Jhon Onofre                |
| Colombia          | Música | Mauricio Carvajal          |
| Colombia          | Música | Álex Campos                |
| Colombia          | Música | Pescao Vivo                |
| España            | Música | Pedro Guerra               |
| Argentina         | Música | Fito Paez                  |
| México            | Música | Sin Bandera                |
| México            | Música | Marco Barrientos           |
| Puerto Rico       | Música | Richie Ray y Bobby Cruz    |
| Venezuela         | Música | Luis Silva                 |
| Estados Unidos    | Música | Evan Craft                 |